# Kolečkové krasobruslení

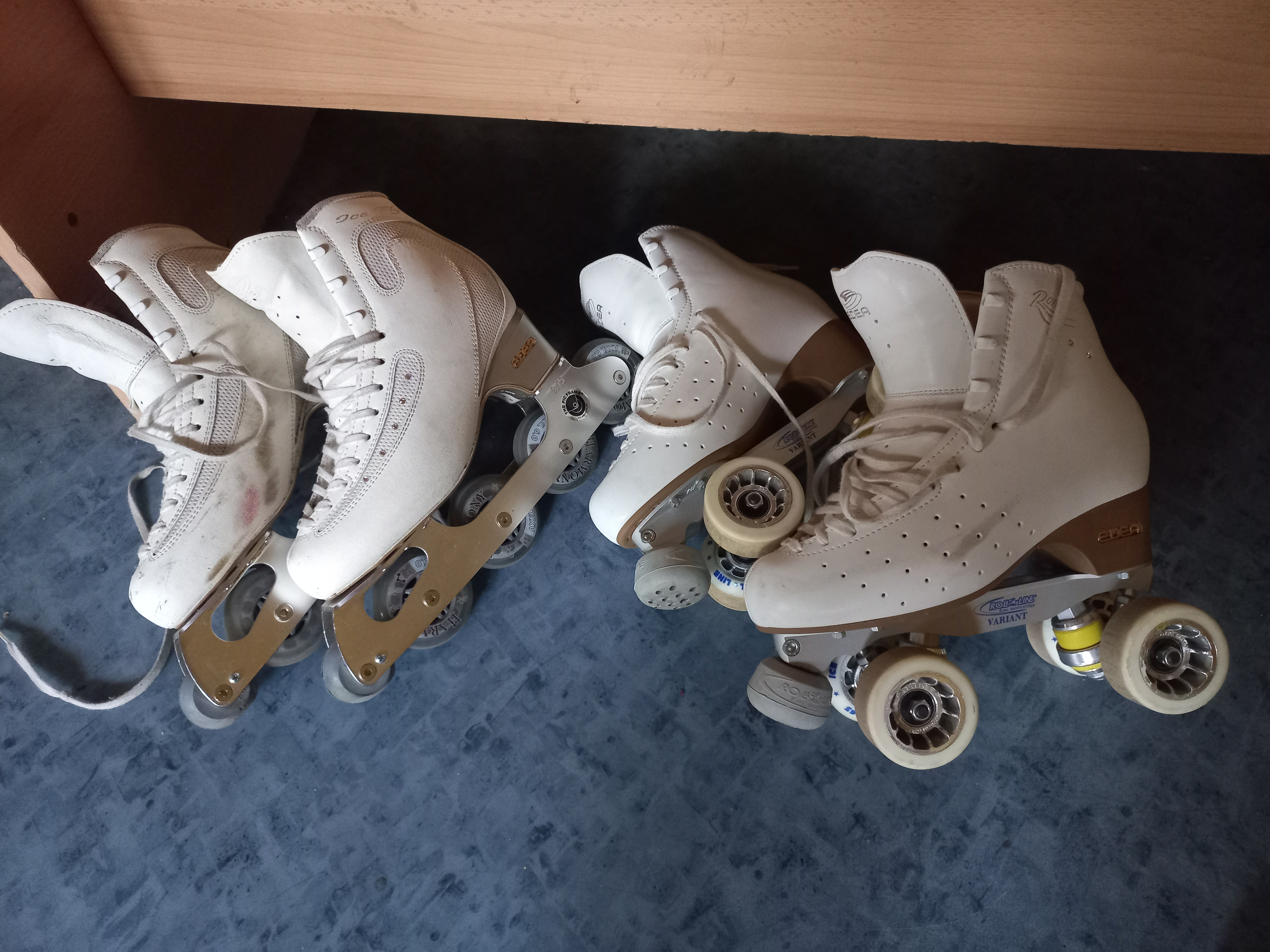

Umělecké kolečkové bruslení (Artistic roller skating) je téměř stejným sportem jako krasobruslení na ledě, ale zde krasobruslaři nosí brusle kolečkové – roller (2+2 + brzda vepředu) nebo inline krasobrusle.
Obecně na závodech platí, že roller a inline bruslaři soutěží v samostatných soutěžích, a ne proti sobě.
Tento sport je podobný svému protějšku na ledě, s určitými rozdíly v pohybech, technice a posuzování. Umělecké kolečkové bruslení je často považováno za obtížnější, protože kolečkové brusle oproti ledním neumožnují bruslaři položit se do hluboké hrany, ze které se odráží do určitých skoků, kroků…

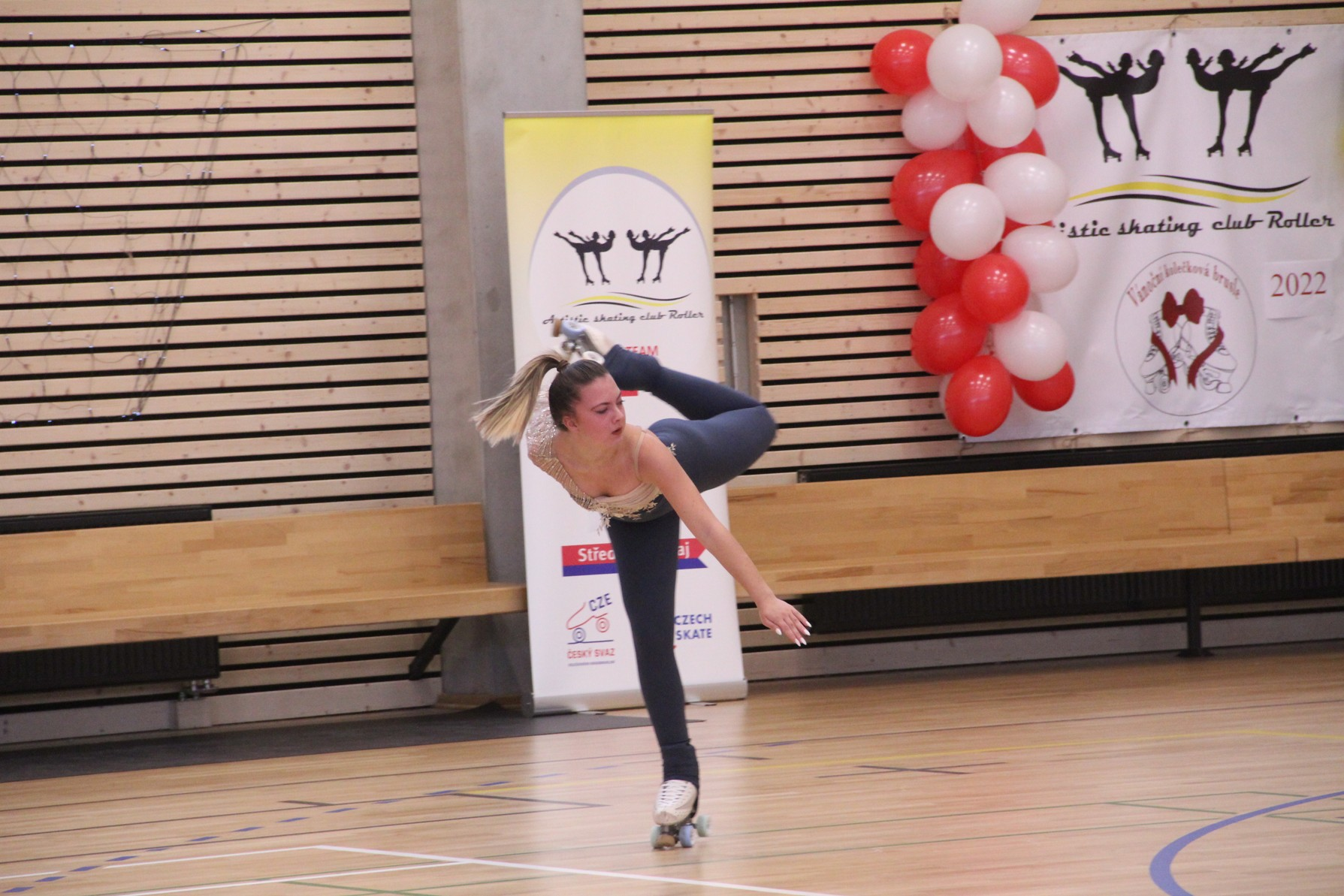

Závodí se v kategorii sólové, párové, quartet (ve světe i synchronizované). Bruslí se na dřevěné/ palubové podlaze nebo vyhlazeném betonu.
První klub závodního kolečkového krasobruslení v Česku založila Karolína Fröhlichová Soukupová na jaře roku 2020 Artistic skating club Roller. V roce 2021 založila i Český svaz kolečkového krasobruslení pod Českou unií kolečkových sportů.
Světová organizace sdružující kolečkové sporty je World Skate.